# Teresa Manasterska
Teresa Maria Manasterska (ur. 30 stycznia 1938 w Katowicach, zm. 15 sierpnia 2016 w Częstochowie) – polska pianistka, nauczyciel akademicki.

## Życiorys
W 1961 ukończyła studia w Akademii Muzycznej w Warszawie w klasie Jana Ekiera. Po studiach koncertowała jako solistka i kameralistka, nagrywała także addycje dla Polskiego Radia i Telewizji Polskiej. Od 1972 pracowała w swojej macierzystej uczelni jako asystent, a od 1975 jako adiunkt w klasie Lidii Kozubek. W 1975 przeprowadziła przewód kwalifikacyjny I stopnia, w 1981 otrzymała tytuł doktora nauk humanistycznych na podstawie Problemy konstrukcji skali osiągnięć pianistycznych jako metody obiektywizacji oceny wyników nauczania w procesie kształcenia pianisty napisanej pod kierunkiem Marii Manturzewskiej, w 1984 przeprowadziła przewód kwalifikacyjny II stopnia i została zatrudniona na stanowisku docenta. W 1994 otrzymała tytuł profesora nauk muzycznych.
Należała do założycieli Polskiego Stowarzyszenia Pedagogów Pianistów.
W 2002 została odznaczona Medalem Komisji Edukacji Narodowej.
W 2007 została odznaczona Srebrnym Medalem „Zasłużony Kulturze Gloria Artis”.